# Гду
Гду — село на востоке Ленингорского района Южной Осетии; согласно юрисдикции Грузии — в Ахалгорском муниципалитете. Расположено на правом берегу реки Алеура.

## География
Расположено на крайнем востоке Ленингорского района в анклаве осетинских сёл в верхнем течении реки Алеури (приток реки Чисандон (Ксани)); к востоку от грузинонаселённых сёл Коринта и Алеви (Алеу).

## Население
По переписи 1989 года в селе жили в основном осетины. По данным 1959 года в селе жило 35 человек, в основном осетины. После событий начала 1990-х годов село в основном опустело. По данным переписи 2002 года (проведённой властями Грузии, контролировавшей восток Ленингорского/Ахалгорского района на момент проведения переписи) в селе осталось лишь 5 жителей, в том числе 3 осетина (60 %) и 2 грузина (40 %).

## История
В разгар южноосетинского конфликта село в 1992—2008 гг. было в зоне контроля Грузии. После войны в августе 2008 года село перешло под контроль властей РЮО.

## Топографические карты
- Лист карты K-38-66 Душети. Масштаб: 1 : 100 000. Состояние местности на 1987 год. Издание 1989 г.
- Лист карты K-38-65 Ленингори. Масштаб: 1 : 100 000. Издание 1979 г.